# Cathédrale du Rédempteur de Madrid
La cathédrale du Rédempteur, en espagnol : Catedral Anglicana del Redentor est une église anglicane de siturée 18 calle de la Beneficencia à Madrid. C'est la principale église de l'Église épiscopalienne réformée espagnole, qui est membre de la Communion anglicane.

## Histoire

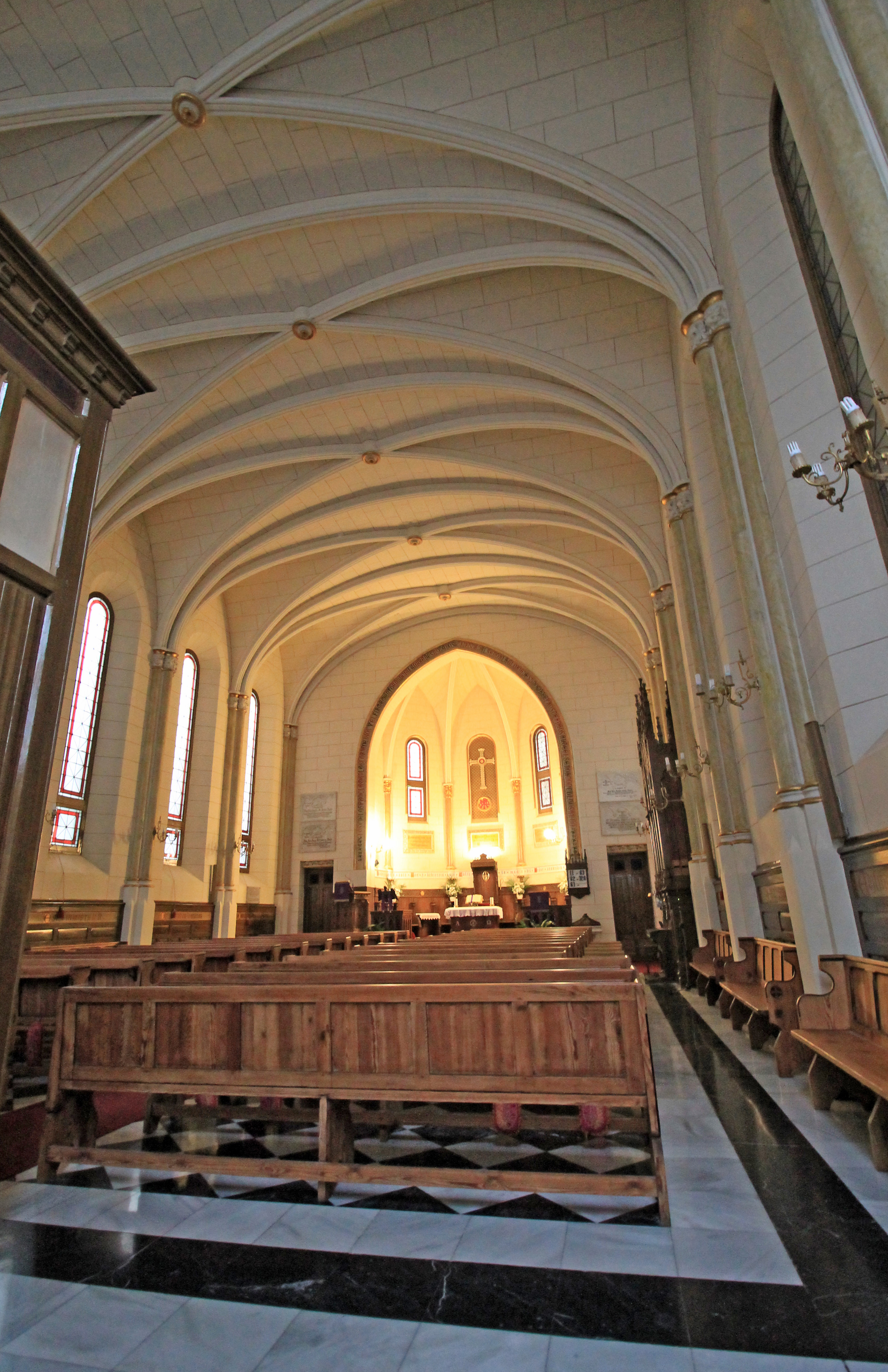
Nef.

La congrégation est fondée en 1869 et se réunit à l'origine sur la Plaza de Santa Catalina de los Donados. Les services commence à l'emplacement actuel le 27 septembre 1891. Le premier pasteur est Antonio Carrasco. La congrégation est l'une des églises fondatrices de l'Église épiscopale réformée d'Espagne le 2 mars 1880.
Construit dans le style néogothique, l'église est conçu par l'architecte Enrique Repullés Zegarra, à l'emplacement de l'ancienne caserne Saint-Matthieu. L'église est inaugurée en 1893.
Le bâtiment est consacré lors du sixième synode de l'Église épiscopalienne réformée espagnole, du 21 au 25 septembre 1894. C'est au cours de ce synode que Juan Bautista Cabrera, est ordonné évêque par trois évêques de l'Église anglicane d'Irlande. L'église n'est autorisée à ouvrir ses portes principales qu'à partir de 1905 ; avant cette date, les fidèles sont contraints d'entrer par une porte latérale plus petite.
L'orgue est construit par le facteur d'orgue Juan Francisco Sánchez. C'était un cadeau de la reine consort d'Espagne Victoire Eugénie de Battenberg.
Le 28 mai 1967, Ramón Taibo, ancien pasteur du Rédempteur, est consacré troisième évêque. Le 31 octobre 1981, Arturo Sánchez Galán est consacré évêque, en présence de huit évêques.
Il s’agit de la plus ancienne église protestante en activité d’Espagne,